# Papa Grigore al IV-lea
Papa Grigore al IV-lea (n. 795 d.Hr., Roma, Imperiul Franc – d. 25 ianuarie 844 d.Hr., Roma, Sfântul Imperiu Roman) a fost un papă al Romei, ce a ocupat scaunul pontifical între 20 decembrie 827 și 11 ianuarie 844.